# Torretrencada
Torretrencada (auch Torre Trencada, vollständiger Name Poblat Talaiòtic de Torretrencada, „Talayotische Siedlung von Torretrencada“) ist eine archäologische Fundstätte auf der spanischen Baleareninsel Menorca. Die Siedlung, die der eisenzeitlichen Talayot-Kultur zugeordnet wird, befindet sich in der Gemeinde Ciutadella im Westen der Insel.

## Lage
Die Fundstätte liegt etwa einen Kilometer südlich von Torrellafuda und weniger als zwei Kilometer südlich der Inselstraße Me-1, von wo die Anfahrt ausgeschildert ist. 400 m südlich der Fundstätte steht Besuchern ein Parkplatz zur Verfügung. Von hier aus ist das Gelände der ehemaligen talayotischen Siedlung frei zugänglich. Schautafeln geben dem Besucher nähere Informationen zur Fundstätte.

## Beschreibung

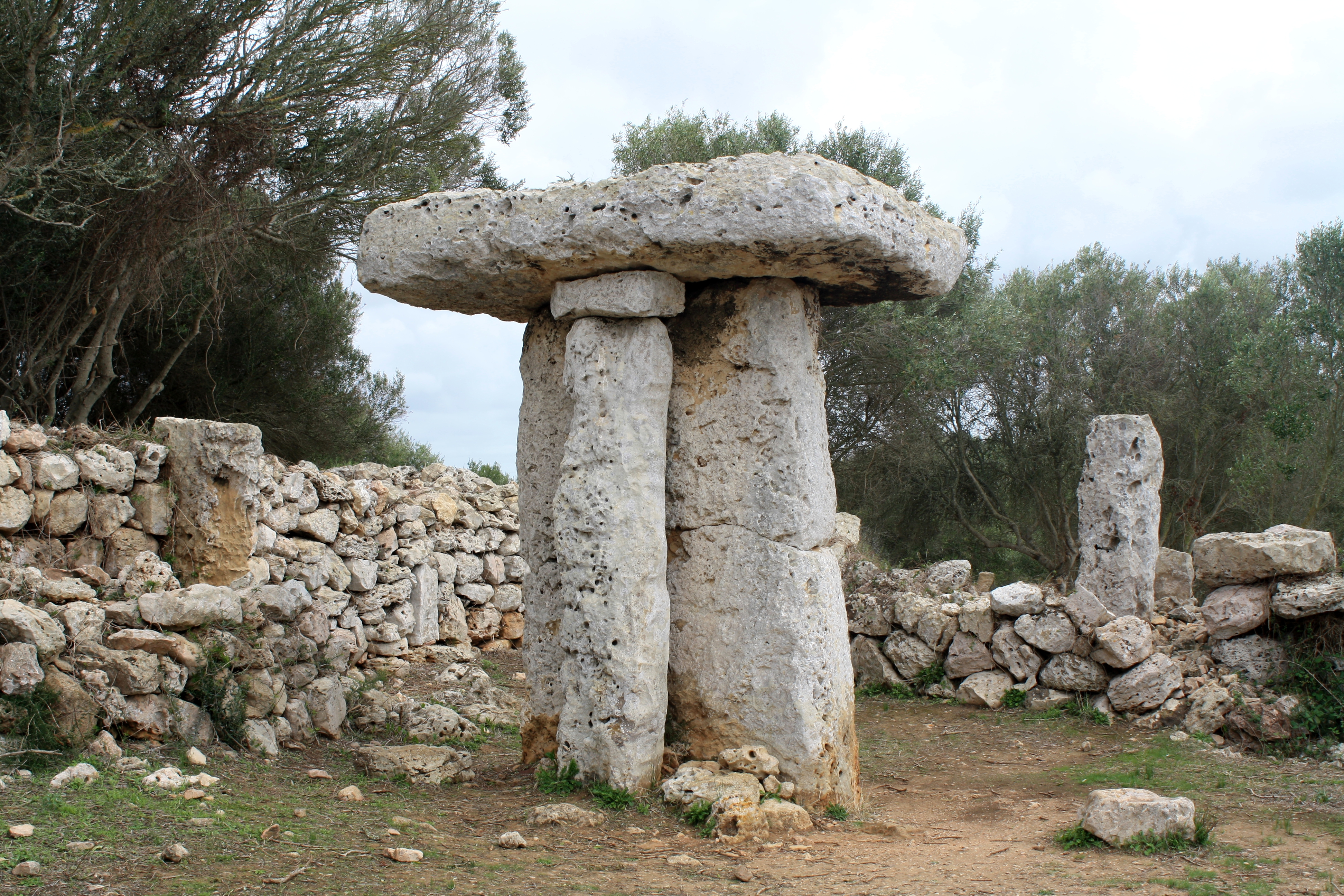
Rückansicht der Taula

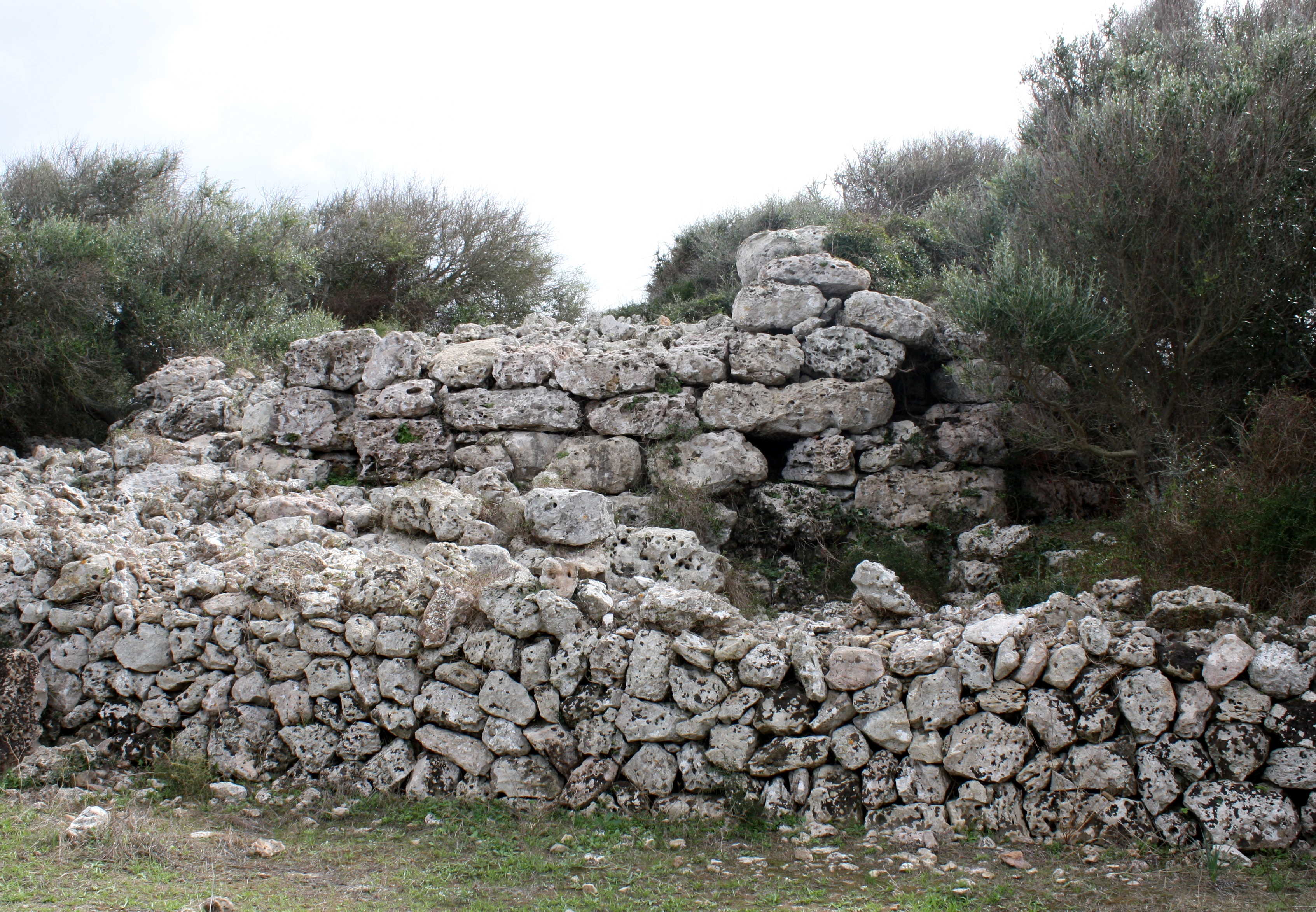
Der Talayot

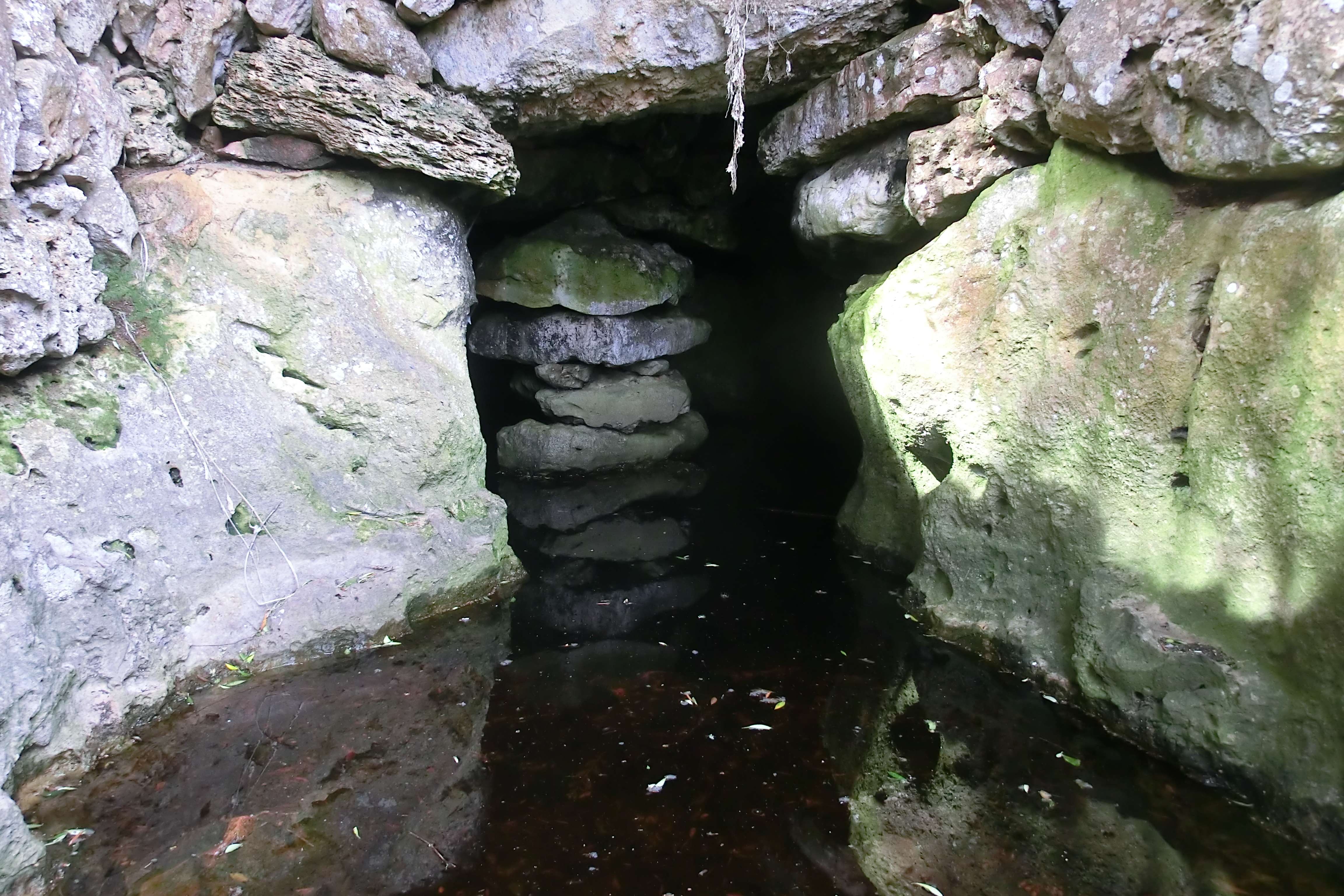
Blick in das Hypostylon

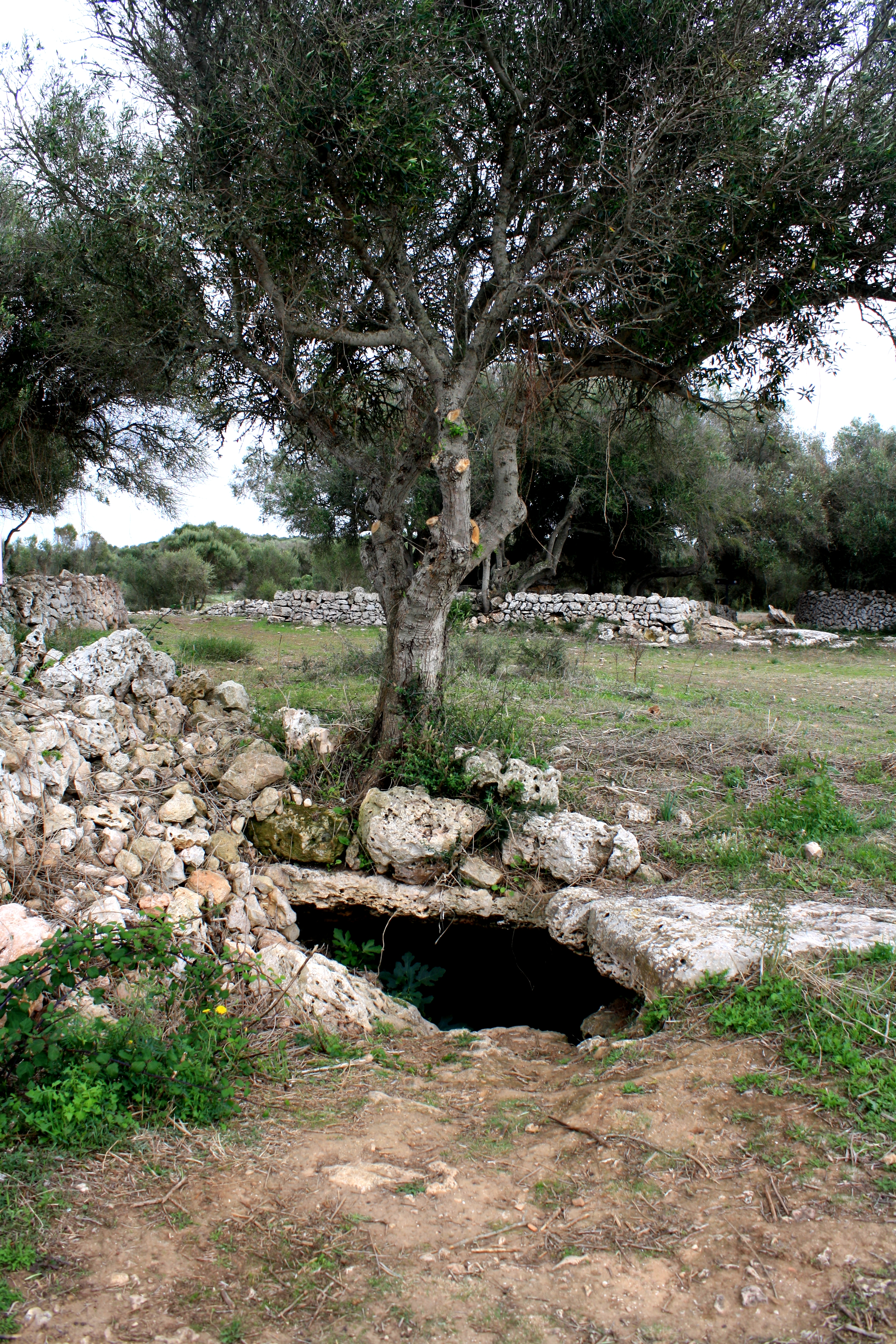
Eingang eines Hypogäums

Torretrencada besitzt die charakteristischen Gebäude einer menorquinischen talayotischen Siedlung: den Talayot, das Taula-Heiligtum, Rundhäuser, ein Hypostylon und Hypogäen, allerdings in oft schlechterem Zustand als an anderen Fundstätten wie Torre d’en Galmés, Talatí de Dalt oder Trepucó. Viele Strukturen sind in späterer Zeit verändert oder zerstört worden.

### Die Taula
Die nur auf Menorca gefundenen Taula-Heiligtümer entstanden in posttalayotischer Zeit ab etwa 550 v. Chr. Es handelt sich um ummauerte hufeisenförmige Bereiche mit konkaver, leicht nach innen gewölbter Fassade, in deren Zentrum ein Monument aus zwei Monolithen in Form des Buchstaben „T“ steht. Das Bauwerk diente kultischen Zwecken, die mit Brandopfern verbunden waren. In Torretrencada ist zwar der größte Teil der Einfassung des Heiligtums zerstört, die Taula selbst ist aber erhalten. Sie weist eine einzigartige Besonderheit auf: Zu ihrer Stabilisierung befindet sich auf der Rückseite ein Pfeiler mit Kapitell, der dabei hilft, den Deckstein zu tragen.
Die Steine der Taula sind stark erodiert. Der tragende Monolith ist knapp unterhalb seiner Mitte horizontal gebrochen. Er ist 2,70 bis 2,75 m hoch, 1,90 bis 2,00 m breit und zwischen 42 und 60 cm dick. Damit entspricht seine Größe etwa dem der Taula von Binimassó. Der Deckstein hat die Gestalt eines Quaders mit den Maßen 3,10 m × 1,65 m × 0,45 m. Der unterstützende Pfeiler ist 2,50 m hoch, 60 cm breit und 30 cm tief. Er trägt ein 20 cm hohes, 80 cm breites und 38 cm, tiefes Kapitell.
In den späten 1950er Jahren förderten Grabungen vor der Taula Ascheablagerungen zu Tage. Bei einer weiteren Grabung im hinteren westlichen Bereich der Kultstätte konnten drei Bodenschichten unterschieden werden, die die Reste der hier vorgenommenen Rituale enthielten. In der obersten Schicht fand man Scherben römischer Keramik, in der zweiten posttalayotische Keramik, und die unterste Schicht bestand aus Asche mit Keramikresten.

### Der Talayot
Auf Menorca wurden etwa 300 dieser turmartigen Bauwerke gefunden, deren Funktion noch nicht vollständig geklärt ist. Unter anderem könnten sie zur Überwachung des umliegenden Weidelands und zur Kommunikation zwischen den Siedlungen gedient haben. Vom Talayot von Torretrencada konnte man zum Meer und bis zum 17,8 km entfernten Talayot von Llucassaldent blicken. Er könnte einen wichtigen Knotenpunkt im Kommunikationsnetz Menorcas dargestellt haben.
Der Talayot von Torretrencada ist heute von dichtem Buschwerk überwuchert. Seine Basis ist hinter einer modernen Trockenmauer versteckt, nur die oberen Steinreihen des Gebäudes sind zu erkennen.

### Das Hypostylon
Hypostyloi findet man auf Menorca sowohl in Siedlungen, wo sie häufig an die Außenwand von Rundhäusern angebaut wurden, als auch einzeln auf freiem Feld. Das Dach dieser Bauwerke wird von polylithischen (aus mehreren Steinblöcken geschichteten) Säulen getragen. Man nimmt an, dass es sich um ehemalige Ställe oder Lagerräume handelt. Das Hypostylon von Torretrencada besteht aus einem in den Untergrund geschlagenen Hohlraum von zehn Meter Länge, der mit mehreren Steinplatten abgedeckt wurde. Die Konstruktion wird von einer einzelnen polylithischen Säule gestützt. Die Funktion dieses Hypostylons scheint eher die einer Zisterne gewesen zu sein, denn es ist ganzjährig mit Wasser gefüllt, dessen Spiegel sich in seiner Mitte 60 bis 70 cm über dem Grund befindet.

### Sonstiges
Auf dem Gelände der Fundstätte gibt es drei Hypogäen, künstliche Höhlen, die als Begräbnisstätten dienten. Sie sind in späteren Jahrhunderten stark verändert worden. Eine neuzeitliche Zisterne mit Brunnen könnte die Erweiterung eines weiteren prähistorischen Hypogäums sein. Im Süden des Geländes findet man einen Wasserspeicher, ähnlich dem Hypostylon, der aber in der Vergangenheit als Steinbruch genutzt wurde, so dass nur ein kleiner Teil der Überdachung erhalten ist. Direkt davor befinden sich einige in den Fels geschlagene anthropomorphe Gräber, die aus dem Mittelalter stammen und belegen, dass Torretrencada noch lange nach der römischen Invasion bewohnt war. Von posttalayotischen Rundhäusern gibt es nur wenige Reste.
Einige Oberflächenfunde, wie zwei Bronzefiguren des Jupiter, befinden sich heute in Privatsammlungen. Daneben wurden Scherben talayotischer, iberischer, karthagischer, römischer, islamischer und mittelalterlicher Keramik nachgewiesen.

## Denkmalschutz
Torretrencada ist in der spanischen Datenbank für Kulturgüter (Bienes de Interés Cultural) unter der Nummer R-I-55-0000747 als archäologische Stätte (Zona Arqueológica) registriert.
Die prähistorische Siedlung gehört zu den 24 archäologischen Stätten, die seit 2023 als „Talayotisches Menorca“ zum Weltkulturerbe zählen.